# Horst Eysoldt

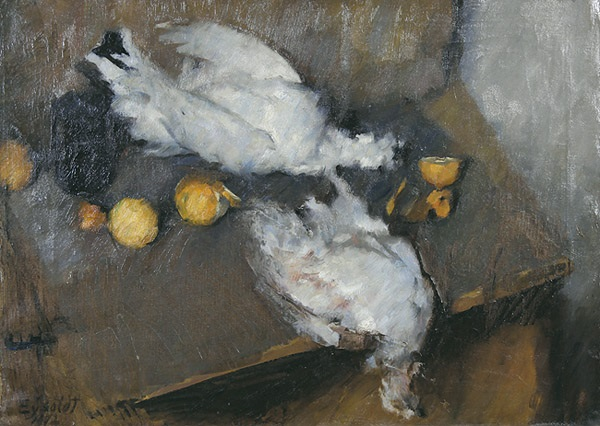
Horst Eysoldt Stillleben mit Schneehuhn und Zitronen (1912)

Horst Eysoldt (* 1885 in Dresden, Deutsches Reich; † 17. September 1934 in Neuburg am Inn) war ein deutscher Maler und Zeichner.

## Leben
Horst Eysoldt wurde im Jahr 1885 als Sohn eines Rechtsanwaltes in Dresden geboren. Dort erfuhr er auch seine künstlerische Ausbildung u. a. als Schüler von Carl Bantzer. Er verlebte im Künstler-Erholungsheim Schloss Neuburg am Inn einen Aufenthalt und verliebte sich in Landschaft. Er ließ sich in Neuburg am Inn nieder und heiratete eine Bauerstochter aus dem Rottal, die allerdings kein Verständnis für seine Kunst hatte. In der für Künstler schlechte Zeit konnte Eysoldt von seinen Arbeiten wenig verkaufen und nicht von deren Erlös leben. Er begann daher mit Früchten, die in seinem Garten wuchsen, Schnaps zu brennen. Als er einen Fehler in der Anlage korrigieren wollte, kam es zu einer Explosion und Eysoldt erlag am 17. September 1934 im Passauer Krankenhaus seinen Verletzungen. Der Nachlass von Eysoldt, wertvolle Möbel und Antiquitäten sowie einige unverkaufte Werke wurden von seiner Frau verkauft.
Im Jahr 1985 organisierte Dr. Alois Beham, der Leibarzt von Alfred Kubin, in der Alfred-Kubin-Galerie in Wernstein am Inn eine Ausstellung zu Ehren von Horst Eysoldt. Bei einer Ausstellung über Akte, die im Jahr 2019 in der Alfred-Kubin-Galerie stattfand, waren männliche Akte in Kohle und Bleistift von Eysoldt zu sehen.

## Werke (Auswahl)
- Stillleben mit Schneehühnern und Zitronen, 1912[6]
- Internatszögling[4]
- Selbstporträt im Alter von 45 Jahren[4]
- Alter Mann aus Dommelstadel[4]
- Selbstporträt mit schwarzem Hut[4]
- Die Ziberl Marie[4]
- Der Mantelanzieher[4]